# Tandenkam

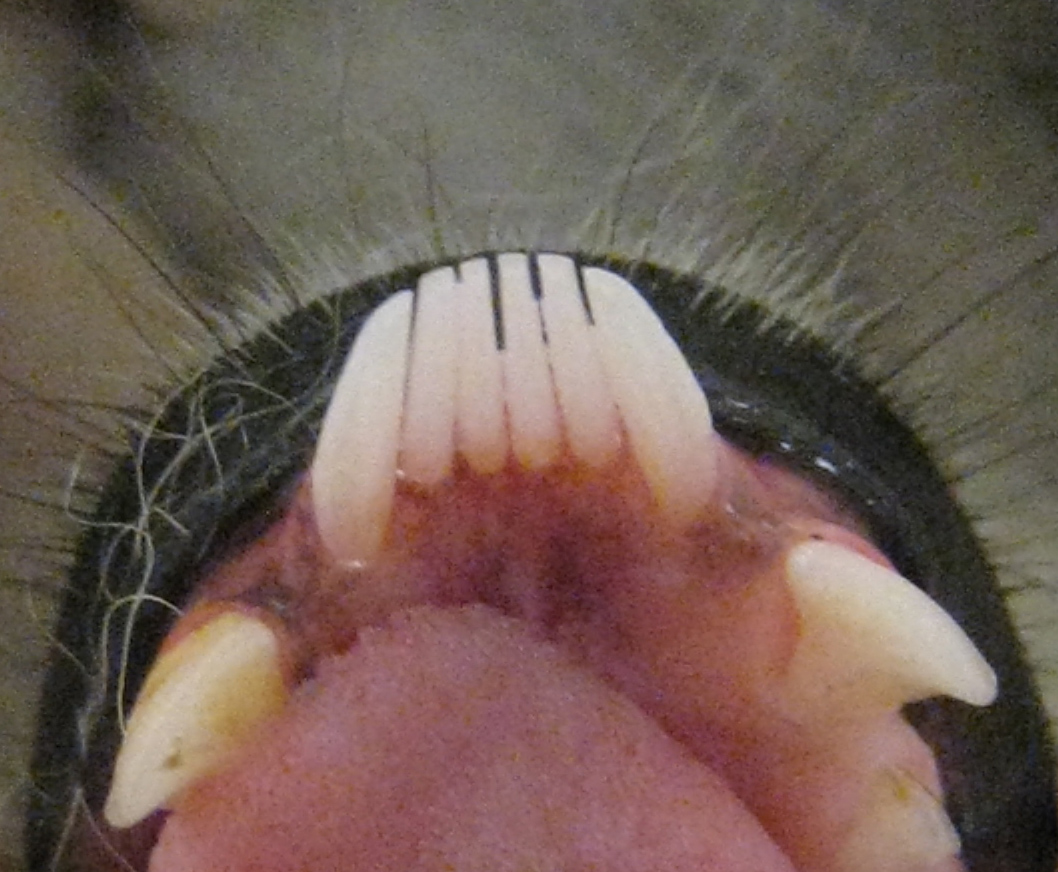
Tandenkam van een Ringstaartmaki

Een tandenkam is een rij scherpe voortanden in de onderkaak van sommige zoogdieren. De tanden hebben onderling een kleine tussenruimte, zodat het de functie krijgt van een kam die het dier kan gebruiken voor het verzorgen van zijn vacht. Tandenkammen komen bij de volgende zoogdieren voor:
- lemuren (Lemuriformes)
- lori's en galago's (Lorisiformes )
- toepaja's (Scandentia)
- huidvliegers (Dermoptera)
- klipdasachtigen (Hyracoidea)
- sommige Afrikaanse antilopen

## Kenmerken

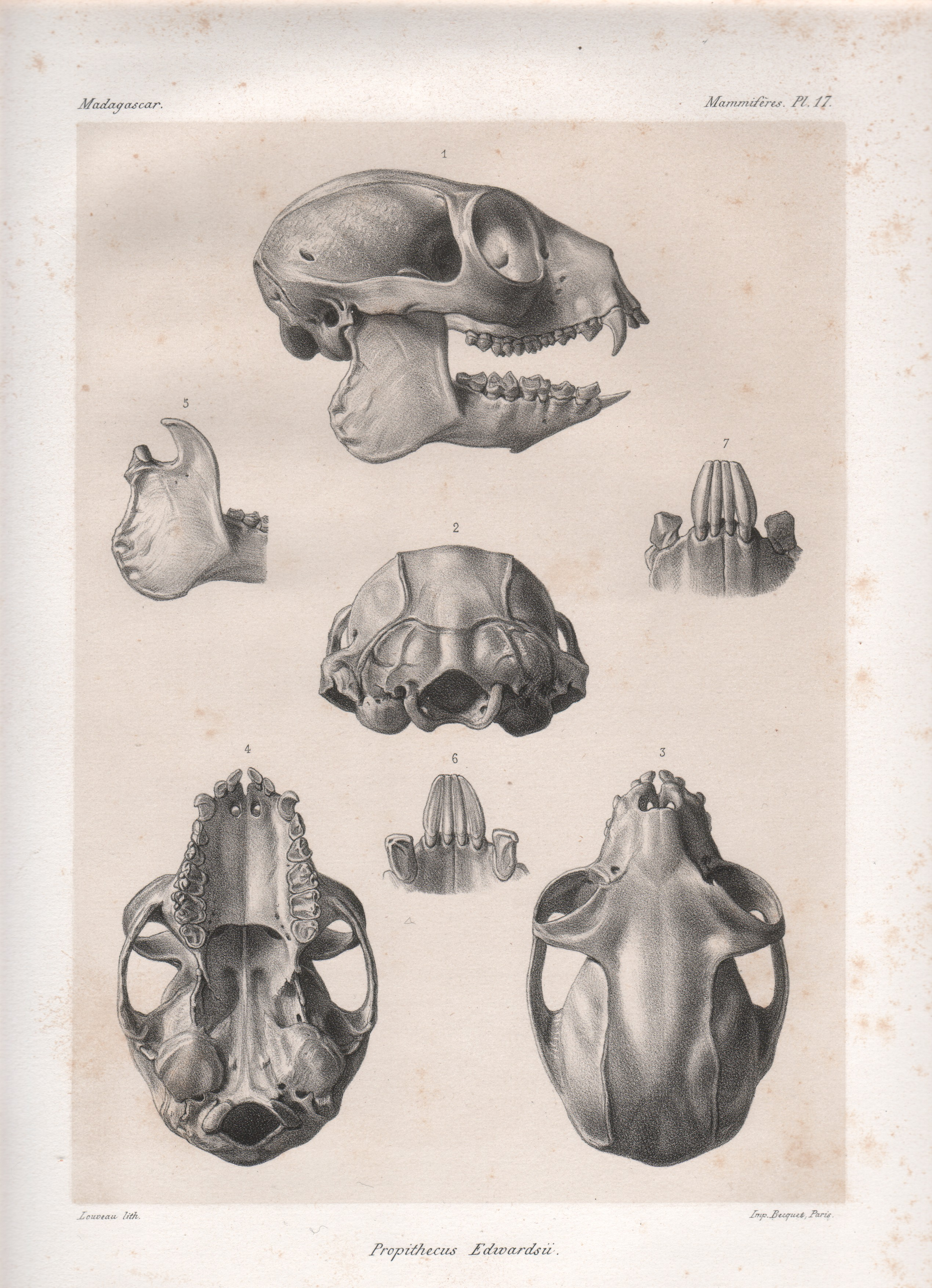
Schedel van de Milne-Edwards' sifaka. Sifaka's hebben vier snijtanden in hun tandenkam.

Meestal bestaat een tandenkam uit een rij naar voor stekende snijtanden. Bij de lemuren heeft de tandenkam naast de snijtanden ook twee hoektanden die in dezelfde richting staan. De meeste lemuren hebben zes tanden in hun tandenkam, indriachtigen hebben er echter vier. Bij hen zijn deze tanden een stuk dikker en korter. 

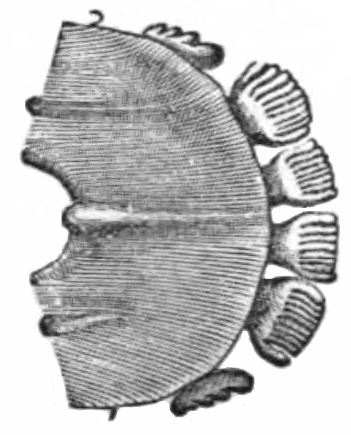
Tandenkam van een huidvlieger

De tandenkam van klipdasachtigen en huidvliegers bestaat uit een aantal gezaagde of gekartelde tanden, die elk afzonderlijk ook als kam fungeren.

## Functies
De tandenkam wordt voornamelijk gebruikt voor de vachtverzorging. Wanneer het dier zijn vacht likt, wordt deze tegelijk door de tandenkam gekamd. De tandenkam wordt door sifaka's, indri's en muismaki's ook gebruikt om vruchtvlees van een pit te schrapen.
Sommige lemuren, zoals bijvoorbeeld de zijdesifaka, gebruiken hun tandenkam ook om een boombast te schrapen voordat ze deze besproeien met geursporen. Hierdoor blijft het vocht beter aan de boom kleven. Vorkstreepmaki's gebruiken hun tandenkam ook om boombast te schrapen, maar zij doen dit om bij de boomsappen te komen.

## Reiniging

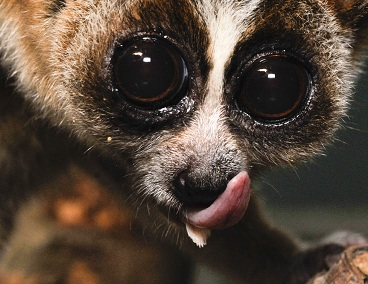
De sublingua (onder de tong) bij een plompe lori

De tandenkam moet regelmatig worden ontdaan van losse haren en vuil. De meeste dieren doen dit door het schoon te likken. Lemuren, lori's en galago's vormen hierop een uitzondering. Zij borstelen hun tanden met een 'sublingua'. Dit is een spierweefsel in de vorm van een tong dat zich tussen de tong en de tandenkam bevindt en net als een tong kan worden uitgestoken. Aan het uiteinde van de sublingua zitten gekartelde punten die keratine bevatten. 